# Amolops tuberodepressus
Espèce
Statut de conservation UICN

 VU D2 : Vulnérable
Amolops tuberodepressus est une espèce d'amphibiens de la famille des Ranidae.

## Répartition
Cette espèce est endémique du xian de Jingdong dans la province du Yunnan en République populaire de Chine. Elle se rencontre aux environs de 2 400 m d'altitude.

## Description
Amolops tuberodepressus mesure en moyenne 57 mm pour les mâles et 71 mm pour les femelles. Son dos est brun avec des taches rondes irrégulières de couleur verte ou bleu-vert. Sa tête tire davantage sur le vert tandis que la partie postérieure du dos est davantage brunâtre. Les côtés de la tête et les flancs sont verts avec des taches brunes. Les faces externes des membres sont vertes avec des barres transversales brunes ; leurs faces internes sont jaunes. Sa livrée nuptiale est jaune ou jaune-orangé. Son ventre est crème nuancé de jaune et s'estompant en grisâtre sur les côtés et sur le thorax. Son iris est brun avec des taches jaunes.

## Taxinomie
Cette espèce a été relevée de sa synonymie avec Amolops mantzorum par Lu, Bi & Fu en 2014 où elle avait été placée par Fei, Hu, Ye & Huang en 2009.

## Publication originale
- Liu & Yang, 2000 : A new species of Amolops (Anura: Ranidae) from Yunnan, China, with a discussion of karyological diversity in Amolops. Herpetologica, vol. 56, p. 231–238.